# Гондар
Гондар е град в северна Етиопия. Населението му е около 324 000 души.
Гондар е столица на Етиопската империя през 18 век при управлението на император Фасилидас и остава такава 250 години. Намира се в подножието на Симен, една от най-големите планински вериги в Африка. Обградена от високи каменни стени, Царската крепост е разположена в сърцето на града и тук могат да бъдат видени най-важните имперски сгради. Цели 5 замъка могат да бъдат открити между стените, като най-старият е приписван на император Фасилидас, а най-скорошният датира от средата на 18 век.
Освен че е бил административният и търговският център на империята, Гондар е бил също нейното религиозно средище. От десетките църкви, които някога са функционирали в града, седем са били построени по време на управлението на Фасилидас. Най-значимата от оцелелите днес е Дебре Бирхан Селасие, прочута с фреските си от 17 век върху нейния таван, изобразяващи осемдесет ангелски лица.